# Симфонія шести мільйонів
Симфонія шести мільйонів (англ. Symphony of Six Million) — американська драма режисера Грегорі Ла Кава 1932 року.

## Сюжет
Сюжет цього фільму стосується талановитого молодого єврейського лікаря, який виростає в нетрях Нью-Йорка і за наполяганням рідних виходить з єврейського гетто, щоб стати лікарем з руками «на мільйон доларів» на Вест-Енд Авеню.
Після невдалої операції свого батька, герой фільму клянеться ніколи не торкатися до хірургічних інструментів. Але його подруга дитинства, колишній інвалід — щоб повернути талановитого лікаря до улюбленої справи — зголошується на операцію хребта.

## У ролях
- Рікардо Кортес — доктор Фелікс Кляубер
- Айрін Данн — Джессіка
- Анна Аппель — Ханна Кляубер
- Грегорі Ратофф — Мейер Кляубер
- Ноель Медісон — Магнус Кляубер
- Літа Шеврет — Бірді Кляубер
- Джон Ст. Поліс — доктор Шіффлен
- Джулі Хейдон — міс Грей, медсестра Фелікса
- Гелен Фріман — міс Спенсер, медсестра Фелікса
- Жозефін Вайттелл — місіс Гіффорд
- Оскар Апфель — лікар
- Едді Філліпс — чоловік Бірді